# Andreas Uwe Müller
Andreas Uwe Müller (* 1958) ist ein römisch-katholischer Theologe.

## Leben
Von 1986 bis 1988 war er Vikar in Überlingen und Freiburg im Breisgau und gründete die Martin-Heidegger-Gesellschaft mit. Von 1990 bis 1992 absolvierte er die Promotion an der Universität Freiburg im Breisgau bei Bernhard Casper mit „summa cum laude“. Von 1992 bis 1994 war er Hochschulpfarrer, Mentor in Freiburg im Breisgau und Rundfunkmitarbeiter. Von 1995 bis 2004 war er Seelsorger an der von Franziskanerinnen geleiteten Berufsförderschule und Wohnheim für Studierende „St. Elisabeth“, Freiburg. 1995 wurde er Mitglied des interkonfessionellen Dialogforums. 1996 gründete den international Arbeitskreis „Theologie und Philosophie“ mit. 1997 wurde er in das wissenschaftliche Kuratorium des Edith-Steins-Jahrbuches berufen. Seit 2000 ist er Mitherausgeber der ESGA (Edith-Stein-Gesamtausgabe, 25 Bände). 2003 beriet er das Bildungshaus der Landeskirche Aargau in Wislikofen (Schweiz). 2004 hatte er einen Studienaufenthalt in Frankreich und Belgien. Nach der Habilitation 2006 an der Theologischen Fakultät der Universität Freiburg (Erstgutachter: Hansjürgen Verweyen, Zweitgutachter: Markus Enders) wurde er zum Privatdozenten für christliche Religionsphilosophie und Fundamentaltheologie ernannt. 2006 wurde er wissenschaftlicher Mitarbeiter am Lehrstuhl für christliche Religionsphilosophie und hatte Lehraufträge an der Universität und der PH Freiburg. Seit 2006 lehrt er als Prof. ass. für Fundamentaltheologie und Dogmatik an der Universität Fribourg (Lehrstuhlvertretung für vier Jahre). Von 2011 bis 2014 war er Professor für Dogmatik und Dogmengeschichte an der Universität Münster.
Seine Arbeits- und Forschungsschwerpunkte sind Theologie der Religionen, Kunst und Transzendenz, Hermeneutik und Offenbarung und Studien zur Religionsphänomenologie.

## Werke (Auswahl)
- Grundzüge der Religionsphilosophie Edith Steins (= Symposion. Band 97). Alber, München/Freiburg im Breisgau 1993, ISBN 3-495-47767-5 (zugleich Dissertation, Freiburg im Breisgau 1992).
- mit Maria Amata Neyer: Edith Stein. Das Leben einer ungewöhnlichen Frau. Biographie. Benziger, Zürich/Düsseldorf 1998, ISBN 3-545-20147-3.
  - mit Maria Amata Neyer: Edith Stein. Vida de una mujer extraordinaria. Biografía. Monte Carmelo, Burgos 2001, ISBN 84-7239-631-2.
  - mit Maria Amata Neyer: Edith Stein. Une femme dans le siècle. Lattès, Paris 2002, ISBN 2-7096-2080-4.
  - mit Maria Amata Neyer: Edita Steinová. Život neobyčajnej ženy (= Životné cesty). Lúč, Bratislava 2012, ISBN 978-80-7114-836-4.
  - mit Maria Amata Neyer: Život Edity Steinové (= Carmelitana. Band 3). Karmelitánské Nakl., Kostelní Vydří 2013, ISBN 80-7195-596-5.
- Christlicher Glaube und historische Kritik. Maurice Blondel und Alfred Loisy im Ringen um das Verhältnis von Schrift und Tradition (= Freiburger theologische Studien. Band 172). Herder, Freiburg im Breisgau/Basel/Wien 2008, ISBN 978-3-451-29656-7 (zugleich Habilitationsschrift, Freiburg im Breisgau 2006).